# Serracutisoma
Genre
Synonymes
- Acutisomelloides Mello-Leitão, 1932
- Pygosomoides Mello-Leitão, 1933
- Spelaeosoma Mello-Leitão, 1933

Serracutisoma est un genre d'opilions laniatores de la famille des Gonyleptidae.

## Distribution
Les espèces de ce genre sont endémiques du Brésil. Elles se rencontrent dans les États de São Paulo, du Paraná et de Santa Catarina.

## Liste des espèces
Selon World Catalogue of Opiliones (20/08/2021) :
- Serracutisoma banhadoae (Soares & Soares, 1947)
- Serracutisoma catarina (Machado, Pinto-da-Rocha & Giaretta, 2001)
- Serracutisoma fritzmuelleri DaSilva & Gnaspini, 2010
- Serracutisoma gnaspinii DaSilva, 2014
- Serracutisoma guaricana DaSilva & Gnaspini, 2010
- Serracutisoma inerme (Mello-Leitão, 1927)
- Serracutisoma molle (Mello-Leitão, 1933)
- Serracutisoma proximum (Mello-Leitão, 1922)
- Serracutisoma pseudovarium DaSilva & Gnaspini, 2010
- Serracutisoma spelaeum (Mello-Leitão, 1933)
- Serracutisoma thalassinum (Simon, 1879)

## Publication originale
- Roewer, 1930 : « Weitere Weberknechte IV. (4. Ergänzung der Weberknechte der Erde, 1923). » Abhandlungen der Naturwissenschaftlichen Verein zu Bremen, vol. 27, p. 341–452.